# Lishui (Nanjing)
Lishui (chinesisch 溧水区, Pinyin Lìshuǐ Qū) ist ein Stadtbezirk der Stadt Nanjing in der chinesischen Provinz Jiangsu. Seine Fläche beträgt 1.067 km² und er zählt 421.323 Einwohner (Stand: Zensus 2010).